# Gabri
Gabriel García de la Torre (Sallent, 10 februari 1979), alias Gabri, is een Spaans voormalig voetballer en huidig voetbaltrainer.

## Clubcarrière

### FC Barcelona
Gabri begon met voetbal in de cantera van FC Barcelona. Via de jeugdelftallen kwam de middenvelder in de Juvenil A, het hoogste jeugdelftal van de club. Hiermee behaalde hij samen met onder andere Xavi Hernández en Luis García in 1997 de finale van de Copa del Rey Juvenil. Daarin was Sevilla met 2–1 te sterk. In het seizoen 1997/98 kwam Gabri bij FC Barcelona B. Aanvankelijk was hij wisselspeler, maar door een aantal blessures begon de middenvelder op zeker moment verschillende keren in de eerste elf en verdiende zo een plaats als basisspeler: 22 wedstrijden en 2 doelpunten in 1997/98 en 32 wedstrijden en 5 doelpunten in 1998/99. Louis van Gaal, toenmalig trainer van het eerste elftal, merkte de Catalaan op en haalde hem bij de hoofdmacht. Op 8 augustus 1999 debuteerde hij. In eerste instantie werd Gabri vooral ingezet als middenvelder, maar onder Frank Rijkaard bleek hij ook als rechtsback te kunnen spelen. In het seizoen 2004/05 was Gabri langdurig uitgeschakeld met een zware knieblessure, waardoor hij slechts vier competitiewedstrijden meespeelde. Gabri herstelde voor het eind van het seizoen volledig en mocht zich voor het eerst in zijn carrière kampioen van Spanje noemen. Een jaar later volgde een tweede landstitel en de winst van de UEFA Champions League. In het seizoen 2005/06 kwam Gabri weinig tot spelen en hij besloot zijn aflopende contract niet te verlengen. In totaal kwam Gabri voor FC Barcelona tot 127 wedstrijden en 8 doelpunten in de Primera División en diverse wedstrijden in nationale en Europese bekertoernooien. Bij zijn vertrek bij FC Barcelona meldde Gabri dat hij als nieuwe club Villarreal, RCD Espanyol en het Nederlandse Ajax op het oog had.

### Ajax
De Catalaan besloot assistent-trainer Henk ten Cate te volgen van FC Barcelona naar Ajax, waar laatstgenoemde hoofdtrainer werd. Gabri tekende voor drie jaar. Bij Ajax groeide hij al snel uit tot een vaste waarde en publiekslieveling. In zijn eerste seizoen won de Catalaan met Ajax de Johan Cruijff Schaal door PSV met 3–1 te verslaan. Gabri gaf de assist op Mauro Rosales voor de openingstreffer. Uiteindelijk behaalde hij met Ajax in dat seizoen de tweede plaats in de Eredivisie en won hij de KNVB beker ten koste van AZ Alkmaar. Gabri kreeg rood in de bekerfinale. Gabri verlengde zijn contract op 8 mei 2007 met twee jaar, waardoor hij tot 1 juli 2011 onder contract staat bij Ajax.
Ook in zijn tweede seizoen speelde hij bijna alle wedstrijden. Na de eerste wedstrijd van het seizoen tegen De Graafschap bleek de meniscus van Gabri beschadigd te zijn. De medische staf overwoog een operatie, waardoor hij drie maanden uit de roulatie zou zijn. De blessure herstelde met rust en een operatie werd afgeblazen. Hij kwam in dat seizoen nog tot 26 wedstrijden.
Seizoen 2008/2009 verliep moeizamer. Gabri verloor onder Marco van Basten zijn basisplaats aan Eyong Enoh. Pas in 2009 kwam hij samen met de Kameroener vast op het middenveld te staan. Ook had hij veel last van blessures aan onder andere hamstring, enkel en achillespees. Diverse keren leek een rentree van Gabri aanstaande, maar werd steeds teruggeworpen in zijn herstel. Zijn laatste wedstrijd van het seizoen speelde hij al op 26 februari in de UEFA Cup-wedstrijd tegen Fiorentina.
Ook de voorbereiding van het seizoen 2009/10 miste Gabri door blessures. Hij kreeg toestemming van Ajax om in zijn vaderland Spanje te revalideren. Na bijna acht maanden afwezigheid maakte hij zijn rentree in een officiële wedstrijd met de beloften van Ajax tegen Jong SC Heerenveen op 12 oktober. Op 17 oktober maakte Gabri zijn rentree in het eerste elftal, in de met 4–0 gewonnen wedstrijd tegen Willem II.
Op 2 november 2009 gaf Gabri in een interview aan dat hij zijn carrière graag bij Ajax zou willen afsluiten. "Eerlijk gezegd zou ik graag mijn carrière afsluiten bij Ajax. Het is toch mooi om na je carrière te zeggen dat je alleen voor twee prachtige clubs hebt gevoetbald: FC Barcelona en Ajax. Ik ben een trouw persoon. Barcelona heeft me groot gebracht en Ajax heeft mij een nieuwe kans gegeven. Daar ben ik de club dankbaar voor. En dat wil ik tonen. Spelers wisselen tegenwoordig veel van club, maar zo zit ik niet in elkaar."

### Umm-Salal
Op 25 mei 2010 maakte Gabri bekend dat hij Ajax verliet om zijn geluk te beproeven in het Midden-Oosten bij Umm-Salal SC, waar oud-Ajaxtrainer Henk ten Cate trainer was. Bij zijn vertrek sloot hij niet uit dat hij ooit nog een keer terug zou keren bij Ajax als jeugdtrainer of in een andere functie. In een jaar tijd kwam Gabri tot 13 wedstrijden waarin hij 3 doelpunten scoorde.

### FC Sion
Na een jaar in het Midden-Oosten tekende Gabri een contract in Zwitserland bij FC Sion. De Zwitserse club raakte echter in opspraak omdat het zich niet hield aan een transferverbod opgelegd door de FIFA. Dit kwam de club op een straf te staan van 36 punten in mindering in de competitie en uitsluiting van de Europa League. Daarnaast mochten de zomerse aankopen, waaronder Gabri, niet meer in actie komen. In januari 2012 werd bekend dat Gabri om deze reden zijn contract heeft ingeleverd.

### FC Lausanne-Sport
Na zijn vertrek bij FC Sion twijfelde Gabri of hij verderging met zijn actieve carrière, of zijn carrière zou vervolgen. Na een aantal maanden zonder club te hebben gezeten, werd in juli 2012 bekendgemaakt dat Gabri een eenjarig contract had getekend bij FC Lausanne-Sport. Gedurende zijn eerste seizoen voor FC Lausanne speelde Gabri 21 wedstrijden, waarin hij eenmaal tot scoren kwam.
Na een jaar vol blessureleed, besloot hij in mei 2014 een punt te zetten achter zijn voetbalcarrière en een cursus tot trainer te gaan volgen.

## Clubstatistieken
| Seizoen         | Club            |                      | Competitie         | Competitie | Competitie | Beker | Beker | Internationaal | Internationaal | Overig | Overig | Totaal | Totaal |
| Seizoen         | Club            | Wed.                 | Competitie         | Dlp.       | Wed.       | Dlp.  | Wed.  | Dlp.           | Wed.           | Dlp.   | Wed.   | Dlp.   |        |
| --------------- | --------------- | -------------------- | ------------------ | ---------- | ---------- | ----- | ----- | -------------- | -------------- | ------ | ------ | ------ | ------ |
| 1997/98         | FC Barcelona B  | Vlag van Spanje      | Segunda División A | 22         | 2          | 0     | 0     | —              | —              | —      | —      | 22     | 2      |
| 1998/99         | FC Barcelona B  | Vlag van Spanje      | Segunda División A | 32         | 5          | 0     | 0     | —              | —              | —      | —      | 32     | 5      |
| Club totaal     | Club totaal     | Club totaal          | Club totaal        | 54         | 7          | 0     | 0     | 0              | 0              | 0      | 0      | 54     | 7      |
| 1999/00         | FC Barcelona    | Vlag van Spanje      | Primera División   | 16         | 2          | 4     | 0     | 9              | 4              | 2      | 0      | 31     | 6      |
| 2000/01         | FC Barcelona    | Vlag van Spanje      | Primera División   | 25         | 2          | 6     | 0     | 5              | 1              | —      | —      | 36     | 3      |
| 2001/02         | FC Barcelona    | Vlag van Spanje      | Primera División   | 29         | 3          | 0     | 0     | 13             | 0              | —      | —      | 42     | 3      |
| 2002/03         | FC Barcelona    | Vlag van Spanje      | Primera División   | 27         | 0          | 1     | 0     | 9              | 0              | —      | —      | 37     | 0      |
| 2003/04         | FC Barcelona    | Vlag van Spanje      | Primera División   | 16         | 1          | 1     | 0     | 5              | 0              | —      | —      | 22     | 1      |
| 2004/05         | FC Barcelona    | Vlag van Spanje      | Primera División   | 4          | 0          | 0     | 0     | 0              | 1              | —      | —      | 4      | 0      |
| 2005/06         | FC Barcelona    | Vlag van Spanje      | Primera División   | 11         | 0          | 3     | 0     | 4              | 1              | 1      | 0      | 19     | 1      |
| Club totaal     | Club totaal     | Club totaal          | Club totaal        | 128        | 8          | 15    | 0     | 45             | 7              | 3      | 0      | 191    | 14     |
| 2006/07         | Ajax            | Vlag van Nederland   | Eredivisie         | 31         | 5          | 3     | 1     | 8              | 0              | 2      | 1      | 44     | 7      |
| 2007/08         | Ajax            | Vlag van Nederland   | Eredivisie         | 26         | 1          | 3     | 0     | 4              | 0              | 5      | 1      | 38     | 2      |
| 2008/09         | Ajax            | Vlag van Nederland   | Eredivisie         | 16         | 1          | 1     | 0     | 4              | 0              | —      | —      | 21     | 1      |
| 2009/10         | Ajax            | Vlag van Nederland   | Eredivisie         | 13         | 0          | 1     | 0     | 1              | 0              | —      | —      | 15     | 0      |
| Club totaal     | Club totaal     | Club totaal          | Club totaal        | 86         | 7          | 8     | 1     | 17             | 0              | 7      | 2      | 118    | 10     |
| 2010/11         | Umm-Salal       | Vlag van Qatar       | Qatari League      | 33         | 3          | 0     | 0     | —              | —              | —      | —      | 33     | 3      |
| Club totaal     | Club totaal     | Club totaal          | Club totaal        | 33         | 3          | 0     | 0     | 0              | 0              | 0      | 0      | 33     | 3      |
| 2011/12         | FC Sion         | Vlag van Zwitserland | Super League       | 5          | 0          | 1     | 0     | 1              | 0              | —      | —      | 7      | 0      |
| Club totaal     | Club totaal     | Club totaal          | Club totaal        | 5          | 0          | 1     | 0     | 1              | 0              | 0      | 0      | 7      | 0      |
| 2012/13         | Lausanne-Sport  | Vlag van Zwitserland | Super League       | 24         | 1          | 1     | 0     | —              | —              | —      | —      | 25     | 1      |
| 2013/14         | Lausanne-Sport  | Vlag van Zwitserland | Super League       | 4          | 0          | 0     | 0     | —              | —              | —      | —      | 4      | 0      |
| Club totaal     | Club totaal     | Club totaal          | Club totaal        | 28         | 1          | 1     | 0     | 0              | 0              | 0      | 0      | 29     | 1      |
| Carrière totaal | Carrière totaal | Carrière totaal      | Carrière totaal    | 334        | 26         | 25    | 1     | 63             | 7              | 10     | 2      | 432    | 35     |

Bijgewerkt t/m 23 november 2013

## Interlandcarrière
Gabri speelde voor diverse Spaans elftallen. In 1999 speelde hij in het team dat op het WK Onder-20 in Nigeria de wereldtitel won. De Catalaan bezorgde zijn team met twee doelpunten een 2-0-overwinning op Brazilië in de eerste wedstrijd. In de finale tegen Japan (4-0) maakte hij zijn derde doelpunt van het toernooi. Een jaar later won Gabri met Spanje zilver op de Olympische Spelen 2000 van Sydney. Hij speelde in alle zes wedstrijden en de middenvelder scoorde tegen Marokko (laatste groepswedstrijd), Italië (kwartfinale) en Kameroen (finale). In de finale kreeg Gabri een rode kaart. Kameroen versloeg Spanje na strafschoppen nadat de wedstrijd in 2-2 eindigde. Later speelde Gabri drie interlands voor het A-elftal van Spanje. Zijn eerste interland was op 30 april 2003 tegen Ecuador, toen hij na 45 minuten inviel voor Míchel Salgado (Real Madrid), zijn laatste op 5 juni 2004 tegen Andorra. Gabri behoorde tot de Spaanse selectie voor het EK 2004 in Portugal, maar speelde geen minuut op dat toernooi.
| Jaar | Elftal          | Toernooi                     | Wedstrijden | Doelpunten |
| ---- | --------------- | ---------------------------- | ----------- | ---------- |
| 1999 | Spanje onder 20 | Wereldkampioenschap onder 20 | ?           | 3          |
| 2000 | Spanje onder 23 | Olympische Zomerspelen       | 6           | 3          |
| 2004 | Spanje          | Europees kampioenschap       | 3           | 0          |

## Erelijst
| Competitie            |              |                  |              |              |
| Competitie            | Aantal       | Jaren            |              |              |
| FC Barcelona          | FC Barcelona | FC Barcelona     | FC Barcelona | FC Barcelona |
| --------------------- | ------------ | ---------------- | ------------ | ------------ |
| Primera División      | 2x           | 2004/05, 2005/06 |              |              |
| Supercopa de España   | 1x           | 2005             |              |              |
| UEFA Champions League | 1x           | 2005/06          |              |              |
| Ajax                  |              |                  |              |              |
| Johan Cruijff Schaal  | 2x           | 2006, 2007       |              |              |
| KNVB beker            | 2x           | 2006/07, 2009/10 |              |              |
| Spanje onder 20       |              |                  |              |              |
| FIFA WK onder 20      | 1x           | 1999             |              |              |

## Trainerscarrière

### FC Andorra
Gabri werd op 29 december 2018 aangesteld als trainer van FC Andorra. Gerard Piqué is met zijn bedrijf Kosmos Group de eigenaar van FC Andorra. Op 25 februari 2020 werd Gabri ontslagen als trainer van FC Andorra.

### UE Olot
Gabri werd op 26 januari 2021 aangesteld als trainer van UE Olot, op dat moment uitkomend in de opgeheven Segunda División B. Op 28 april 2021 werd het contract van Gabri in onderling overleg ontbonden.

### Club Lleida Esportiu
In juli 2021 werd Gabri aangesteld als trainer van Club Lleida Esportiu, uitkomend in de Segunda División RFEF.